# Wtorek (film)

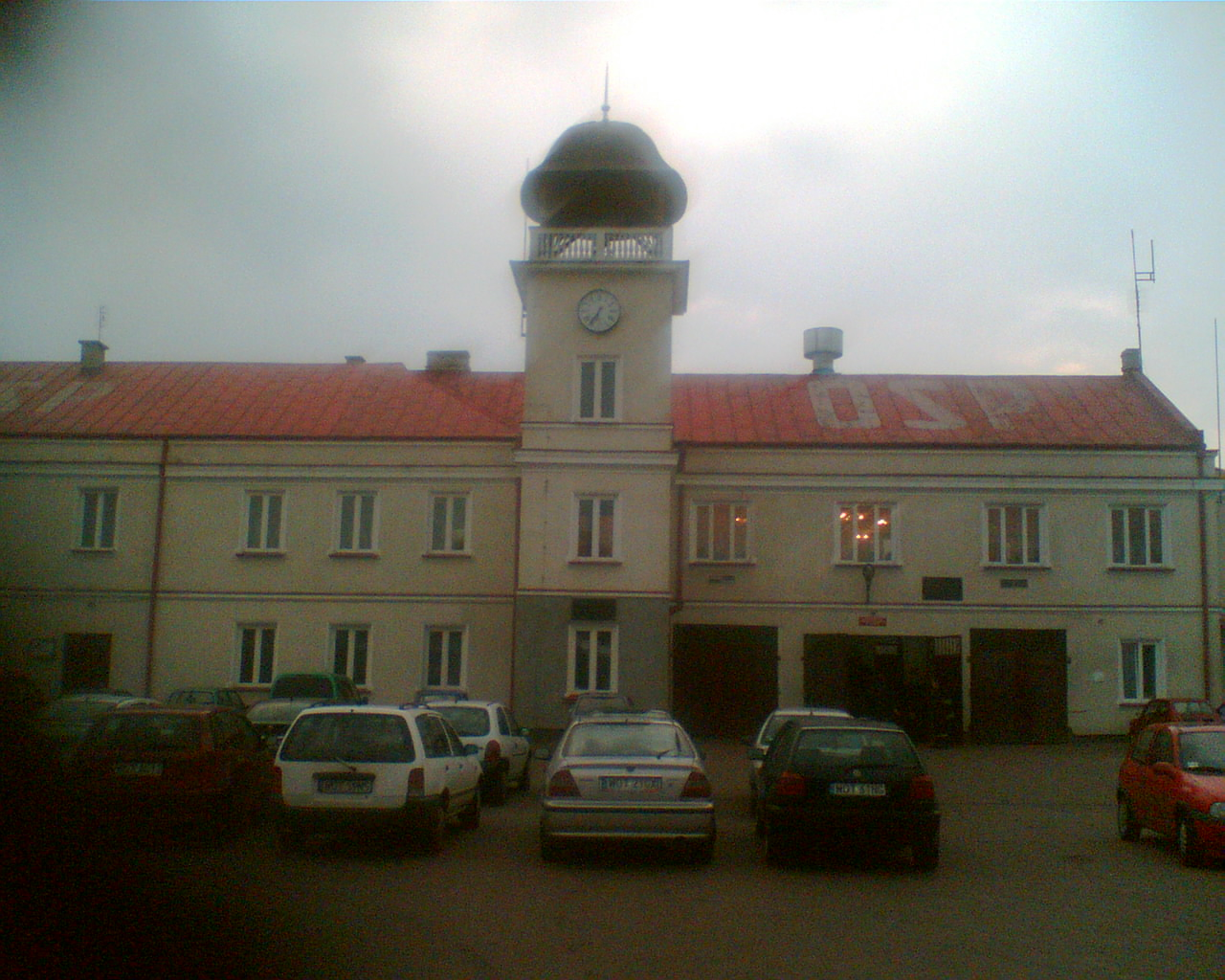
Rynek Zygmunta Starego w Karczewie, na którym zrealizowano część zdjęć

Wtorek – polski film komediowy z 2001, wyreżyserowany przez Witolda Adamka. Scenariusz do filmu stworzyli Robert Brutter, Wojciech Jędrkiewicz oraz Witold Adamek. Film jest bezpośrednią kontynuacją filmu Poniedziałek z 1998. Zdjęcia powstały w kwietniu 2001 w Karczewie, Brześcach i Górze Kalwarii (województwo mazowieckie).

## Obsada
- Grzegorz Borek (Bolec) – Maniek
- Paweł Kukiz – Dawid
- Małgorzata Kożuchowska – Małgosia, żona Mańka
- Kinga Preis – Renata, dziewczyna Dawida
- Jerzy Pilch – Jerzy, właściciel wytwórni krasnali ogrodowych
- Sergiusz Żymełka – Patryk (syn Małgosi i Mańka)
- Paweł Mossakowski – „Bosak”
- Lech Dyblik – Bysio
- Paweł Kamiński – człowiek Bysia
- Piotr Kamiński – człowiek Bysia
- Grzegorz Małecki – Romek
- Małgorzata Socha – dziewczyna na castingu
- Stanisław Jaskułka – prowadzący przetarg
- Andrzej Bober – dziennikarz prowadzący w telewizji „Media West” wywiad z Mańkiem i Dawidem
- Magdalena Pańkowska (Shazza) – właścicielka sklepu
- Jan Miodek – on sam
- Jerzy Bralczyk – on sam
- Janusz Korwin-Mikke – on sam
- Daniela Zabłocka – ona sama
- Grzegorz Markocki – „Jelcyn”, pracownik wytwórni krasnali
- Elżbieta Jagielska – staruszka z kółka różańcowego
- Maria Kaniewska – staruszka z kółka różańcowego
- Maria Maj – matka dziewczyny na castingu

## Fabuła
Maniek (Grzegorz Borek) i Dawid (Paweł Kukiz), wchodząc w posiadanie brudnych pieniędzy, postanawiają je zainwestować. Decydują się na otwarcie baru go-go, co okazuje się nie być łatwe.